# Луиза, војвоткиња од Аргајла
Луиза, војвоткиња од Аргајла или Луиза Каролина Алберта (18. март 1848 – 3. децембар 1939) је била британска принцеза и шесто дете, односно четврта ћерка Викторије и њеног супруга Алберта.
У свом јавном животу била је снажни заговорник уметности и високог образовања у феминистичке сврхе. Њен рани живот почео је крећући се по разним краљевским резиденцијама у друштву своје породице. Када је њен отац, преминуо децембра 1861. године, двор је ушао у дуг период жалости, на шта је Луиз гледала подозриво. Луиз је била способна вајарка и уметница, а неколико њених скулптура остало је и до дана данашњег. Такође је била присталица феминистичког покрета, дописујући се са Жозефином Батлер, и у посети Елизабет Гарет Андерсон.
Пре удаје, од 1866. до 1871. године, Луиза је служила као незванична секретарица своје мајке, краљице. Питање о Луизином браку расправљало се крајем 1860-их. Предлагани су просци из краљевских кућа Пруске и Данске, али Викторија није желела да се она уда за страног принца и зато је предложила високог члана британске аристократије. Упркос противљењу чланова краљевске породице, Луиза се заљубила у Џона, маркиза од Лорна, наследника војводе од Аргајла. Викторија је пристала на брак, који је склопљен 21. марта 1871. године. После срећног почетка, њих двоје су се удаљили, вероватно због брака без деце и краљичиних ограничења у њиховим активностима.
Године 1878. њен супруг је именован за генералног гувернера Канаде, на функцији коју је заузимао 1878–1884. Луиз је била са њим, започињући трајни интерес за Канаду. Њена имена су коришћена за именовање многих обележја у Канади.
Након Викторијеине смрти 1901. године, Луиза је ушла у друштвени круг који је успоставио њен старији брат, нови краљ, Едвард VII. Луизин брак опстао је захваљујући дугим периодима раздвајања; пар се помирио 1911. и била је схрвана смрћу њеног супруга 1914. Након завршетка Првог светског рата 1918, у доби од 70 година, почела је да се повлачи из јавног живота, предузимајући неколико јавних дужности испред Кенсингтонске палате, где умрла је у 91. години.
Луиза је рођена 18. марта 1848. у Бакингемској палати у Лондону. Била је четврта ћерка и шесто дете владајућег британског монарха, краљице Викторије и њеног супруга, принца Алберта од Сакс-Кобурга и Гота. Њено рођење поклопило се са револуцијама које су захватиле целу Европу, што је навело краљицу да примети да ће се Луисе показати као „нешто необично“. Краљичин порођај са Луизом први је добио помоћ са хлороформом.

## Младост
Алберт и Викторија су изабрали имена Луиза Каролина Алберта, названа по њеној баки по оцу, принцези Луизи од Сакс-Гота-Алтенбург. Крстио ју је 13. маја 1848. године у приватној капели Бакингемске палате Џон Бирд Сумнер, надбискуп Кантербрија. Иако су је крстили Луизом на служби, током свог живота била је увек позната као Луиз. Кумови су јој били војвода Густав од Мекленбург-Шверина (њен пра-пра-стриц по оцу, за кога је принц Алберт био пуномоћник); војвоткиња од Сакс-Мејнингена (за коју је пуномоћник била њена стрина краљица Аделаида); и наследна велика војвоткиња од Мекленбург-Стрелица (њен први рођак једном уклоњен, за кога је војвоткиња од Кембриџа била пуномоћник). Током церемоније, војвоткиња од Глостера, једно од ретке деце краља Џорџа III које је још увек било живо, заборавила је где је била и изненада устала усред службе и клекнула пред краљичина стопала, на велики шок краљице.
Као и њена браћа и сестре, Луиз је одгајана са строгим програмом образовања који су осмислили њен отац, принц Алберт, и његов пријатељ и поверљиви човек, барон Стокмар. Мала деца су подучавана практичним задацима, као што су кување, пољопривреда, кућни послови и столарија.
Од својих раних година, Луиз је била талентовано и интелигентно дете, и њени уметнички таленти су брзо препознати. Током посете дому Озборн 1863. године, Халам Тенисон, син песника Алфреда, Лорд Тенисон, приметио је да је Луиза могла „лепо цртати“. Због њеног краљевског ранга није се разматрала уметничка каријера. Међутим, краљица јој је прво дозволила да похађа уметничку школу под паском вајарке Мери Торникрофт, а касније (1863) дозвољава јој да студира у Националној школи за уметничко образовање, сада Краљевском уметничком колеџу. Луиз је такође постала способна плесачица, а Викторија је, након плеса, написала да је Луиз „плесала плес са мачевима са више одушевљења и тачности него било која од њених сестара“. Због своје духовитости и интелигенције постала је омиљена код оца, јер је радознала природа зарадила надимак „Мала госпођица зашто“ од осталих чланова краљевске породице.

## Посао секретарице
Луизин отац, принц Алберт, умро је у Виндзору 14. децембра 1861. Краљица је била схрвана и наредила је свом домаћинству да се пресели из Виндзора у кућу Осборне на острву Вајт. Атмосфера краљевског двора постала је суморна и морбидна након принчеве смрти, а забаве су постале суве и досадне. Луиз је брзо постала незадовољна продуженим туговањем своје мајке. За свој седамнаести рођендан 1865. године, Луиза је затражила отварање плесне дворане за дебитантски плес, какав није изводјен од смрти принца Алберта. Њен захтев је одбијен, а досада свакодневне рутине путовања између различитих краљевских резиденција у одређено време иритирала је њену мајку, која је Луиз сматрала индискретном и аргументованом.
Краљица се утешила ригидним настављањем планова принца Алберта за њихову децу. Принцеза Алиса била је удата за принца Лудвига, будућег великог војводу од Хесена, на Озборну 1. јуна 1862. Године 1863. Едвард VII, принц од Велса, оженио се данском принцезом Александром. Краљица је традицију претпоставила да ће најстарија невенчана ћерка постати њена незванична секретарица, а то је место које је Луиз заузела 1866. године, упркос краљичиној бризи да је индискретна.
Луиз се, међутим, показала као добра у послу: Викторија је недуго затим написала: „Она је (а ко би то пре неколико година могао помислити?) Паметна драга девојка финог снажног карактера, несебична и привржена.“ Међутим, када се Луиз заљубила у тутора, брата Леополда, пречасног Робинсона Дакворта (14 година старијег), између 1866. и 1870. године, краљица је реаговала отпуштањем пречасног 1870. Касније је постао канон Вестминстерске опатије.
Луизи је било досадно на двору и испуњавајући своје дужности, које су биле мало више од мањих секретарских задатака, попут писања писама у краљичино име; бављење политичком преписком; и пружајући краљици друштво, имала је више одговорности. Такође је преузела свој део јавних и филантропских дужности, на пример, свечано отворила нову североисточну болницу за децу 1867. године.

## Брак

### Удварачи
Као кћи краљице, Луиза је била пожељна невеста; тим више што је и савремени и модерни биографи сматрају најлепшом ћерком краљице. Међутим, штампа ју је, без поткрепљења, оптужила за романтичне афере. То је, заједно са њеним либерализмом и феминизмом, подстакло краљицу да јој нађе мужа. Избор је морао одговарати Викторији као и Луизи, а краљица је инсистирала да муж њене ћерке живи у њеној близини, обећање које је такође издато од мужа Хелене, Луизине сестре. Водеће европске краљевске куће предложиле су разне просце: принцеза Александра предложила је свог брата, престолонаследника Данске, али се краљица оштро противила другом данском браку који би могао да антагонизира Пруску у време дипломатских напетости око питања Шлезвиг-Холштајна. Викторија, Луизина најстарија сестра, предложила је високог и богатог принца Алберта од Пруске, али краљица Викторија није одобравала још један пруски брак који у Енглеској не би био популаран. Принц Алберт такође није желео да се настани у Енглеској по потреби. Вилијам од Оранског, такође се сматрао удварачем, али због његовог екстравагантног начина живота у Паризу, где је отворено живео са љубавницом, краљица је брзо ставила вето на ту идеју.
Луизи је брак са било којим принцом сматрала непожељним и објавила је да жели да се уда за Џона Кемпбела, маркиза од Лорна, наследника војводства Аргајл. Ниједан брак између ћерке монарха и британског поданика није добио службено признање од 1515. године, када се Чарлс Брандон, 1. војвода од Сафока, оженио сестром краља Хенрија VIII Маријом. Луизин брат, принц од Велса, био је оштро против брака са не посредованим племићем. Даље, Лорнин отац, Џорџ Кемпбел, био је ватрени присталица Вилијама Еварта Гладстоуна, а принц од Велса био је забринут да ће увући краљевску породицу у политичке спорове. Па ипак, краљица је сломила противљење и написала принцу од Велса 1869:
Оно чему се буните [да се Луиз уда за неку особу] мислим да ће то бити за Луизину срећу и за мир и тишину породице ... Времена су се променила; на велика инострана савезништва гледа се као на узроке невоља и стрепње и не доносе никакву корист. Шта може бити болније од положаја у којем је била смештена наша породица током ратова са Данском и између Пруске и Аустрије? ... Можда нисте свесни, као што сам и ја, са чиме не воле бракове принцеза краљевске породице са малим немачким принчевима (немачки просјаци, како су их највише вређали) ... Што се тиче положаја, не видим никакву потешкоћу без обзира ; Луиз остаје оно што јесте, а њен супруг задржава свој ранг ... само се у породици третира као однос када смо заједно ...
Краљица је тврдила да ће Луизин брак са браком донети „нову крв“ у породицу, док су сви европски принчеви били у сродству. Била је уверена да ће ово ојачати краљевску породицу и морално и физички.

### Веридба и венчање
Луиза се верила за војводу од Лорна 3. октобра 1870. док су били у посети Балморалу. Лорн је позван у дворац Балморал у Шкотској и пратио је Луиз у вожњи. Касније тог дана, Луиз се вратила и саопштила краљици да је Лорн „говорио о својој привржености“, а она је прихватила његов предлог знајући за одобрење краљице. Краљица је касније поклонила леди Ели наруквицу у знак обележавања те прилике и зато што је била са њима у току посете Балморалу.
Краљици је било тешко да пусти ћерку, поверивши у свом дневнику да је „болно осећала мисао да је изгуби“. Ново кршење краљевске традиције изазвало је изненађење, посебно у Немачкој, а краљица Викторија писала је пруској краљици да су принчеви малих осиромашених немачких кућа у Британији „веома непопуларни“ и да је Лорд Лорн, „особа која се разликује од куће“ са „независним богатством“ није било „заиста нижег ранга од мале немачке краљевске породице“.
Викторија је на Луиз намирила ануитет непосредно пре брака. Церемонија је одржана у капели Светог Ђорђа у дворцу Виндзор 21. марта 1871. године а гомила људи испред била је толико велика да су по први пут полицајци морали да формирају ланчане препреке да би задржали контролу. Луиз је носила венчани вео од чипке Хонитон који је сама дизајнирала, а у капелу су је спровеле мајка и два најстарија брата, принц од Велса и војвода од Единбурга. Овом приликом, обично тешку црну боју краљичине жалосне хаљине ослободили су гримизни рубини и плаве боје звезде Гартер. После церемоније, краљица је пољубила Луиз, а Лорн - сада члан краљевске породице, али и даље поданик - пољубио је краљицу у руку.
Пар је потом отпутовао у Клермон на медени месец, али присуство других људи на путовању и током оброка онемогућавало им је приватни разговор. Кратка четвородневна посета није прошла без прекида од стране краљице, која је била радознала због размишљања своје ћерке о брачном животу. Међу венчаним поклонима био је и сто од јаворовог дрвета краљице Викторије, који се сада налази у замку Инверареј.

## Канада
Године 1878. британски премијер Бенџамин Дизраели изабрао је Лорна за канадског генералног гувернера, а краљица Викторија га је уредно именовала. Луиз је тако постала његова вицерегална супруга. Као вицерегална супруга, користила је свој положај да подржи уметност и високо образовање и узрок женској равноправности, иако је рекла да „предмет домаће економије лежи у корену - највишег живота сваке истинске жене.“ Али њен боравак у Канади био је несретан као резултат носталгије за домом, ненаклоњености Отави и имала је тешку незгоду приликом скијања.

### Долазак у Канаду
Дана 15. новембра 1878. године, пар је напустио Ливерпул и стигао у Канаду на инаугурацију у Халифак 25. новембра.
Луиза је постала прва краљевска резиденција у дворани Ридеау, званично краљичиној краљевској резиденцији у Отави. Међутим, сала је била далеко од сјаја британских краљевских резиденција, и како је сваки вицерегални пар халу украшавао својим намештајем, и тако их узимао кад су одлазили, Лорн је по доласку затекао палату оскудну у декору. Луиза је своје уметничке таленте испробала и окачила многе своје аквареле и уља на платну по холу, такође инсталирајући своја извајана дела. Иако је вест да ће ћерка краљице бити вицерегална супруга Канаде први пут видела да је „узбуђење радости провалило на Доминиону“, осећало се да ће принцеза бити снажна веза између Канађана и њиховог суверена, канадска штампа у почетку није дочекала новог генералног гувернера и његову супругу, која се жалила на наметање краљевских накнада дотад нерегалном друштву у земљи.
Односи са штампом додатно су се погоршали када је Лорнов приватни секретар Франсис де Винтон избацио четворицу новинара из краљевског воза. Иако Лорнови нису знали за де Винтонову акцију, штампа је претпоставила да јесу и стекли су рану репутацију охолости. Луизаје била згрожена негативном штампом, а када је чула за извештаје о „нацији лакаја“ на вицерегалном двору, која је ишла на часове из „хода унатрашке“, Луиза је изјавила да је „не би било брига ако би дошли у покривачима !" На крају бриге и писања у штампи испоставили су се неоснованим јер се краљевски пар показао опуштенији од својих претходника.

### Забава у Канади
Луизиних првих неколико месеци у Канади било је с тугом, јер је њена омиљена сестра, војвоткиња од Хесена и Рајне, умрла 14. децембра 1878. Иако је била носталгична за домом у том првим Божићем, Луиз се убрзо навикла на зимску климу. Сањкање и клизање биле су две од њених омиљених забава. У Канади, као директни представник монарха, Лорн је увек имао предност над својом супругом, тако да је на отварању парламента Канаде 13. фебруара 1879. Луиз била рангирана нимало другачије од осталих присутних. Морала је да стоји уз посланике, све док Лорн није затражио да седну. Да би Лорн упознао сваког канадског члана парламента, одржавао је двонедељне вечере за 50 људи. Међутим, неке канадске даме су негативно реаговале на британску странку. Дворске забаве биле су отворене; сви који су себи могли приуштити одећу за присуствовање могли су да дођу. Луизин први државни бал одржан је 19. фебруара 1879. године, а она је оставила добар утисак на своје госте када је наредила уклањање свиленог кордона, раздвајајући вицерегалну забаву од гостију. Међутим, забаву су поквариле разне незгоде, укључујући пијаног бенда који је скоро запалио ватру повукавши завесу преко гасне лампе. Праксу отворених врата критиковали су гости који су се жалили на низак социјални статус других гостију. Један од учесника је био ужаснут када је видео бакалина на забави.
Луиза и Лорн основали су Краљевску канадску академију уметности и уживали у посети Квебеку (где су направили летњи дом) и Торонту. Луиз је била заштитница женског образовног удружења, женског заштитног имиграционог друштва, друштва декоративних уметности и уметничког удружења, целог Монтреала. Једно од њених скулпторских дела је статуа њене краљевске мајке краљице Викторије, која сада стоји испред Краљевског колеџа Викторија у Монтреалу, садашња музичка зграда Стратхона на Универзитету Макгил. Лорнов отац, војвода од Аргајла, стигао је са две своје ћерке у јуну, а у присуству породице, Луиз је уловила лососа од 13 килограма (44 кг). Успех жена у риболову подстакао је војводу да примети да риболов у Канади не захтева никакву вештину.

### Посета Бермудама и повреда на санкању
Луиз, Лорн и двоје послужитеља повређени су у несрећи са санкама 14. фебруара 1880. Зима је била посебно хладна, а кочија у којој су путовали преврнула се, избацивши кочијаша и послужитеље из саоница. Коњи су се тада успаничили и превукли преврнуту кочију преко 370 метара земље. Луиза је пала у несвест када је ударила главом у гвоздену шипку која је подупирала кров, а Лорн је био заробљен испод ње, очекујући да „бочне стране кочије сваког тренутка попусте“. На крају, док су прелазили саонице испред себе, коњи су се смирили, а станар тих саоница, ађутант принцезе Луизе, наредио је празним кочијама да оштећену превезу назад у Ридеау Хал.
Лекари који су прегледали Луизу рекли су да је била у озбиљном потресу шока и да је „било чудо што јој лобања није пукла“. Луизи је ухо повређено када јој се минђуша закачила за бочну страницу саоница, поцепајући јој ушну шкољку на два дела. Штампа је пустила причу по упутствима Лорновог приватног секретара, акт који су савременици описали као „глуп и лоше саветован“. На пример, један новозеландски лист известио је, „Осим одмах након удара, принцеза је била савршено разумна током целог времена ...“ Сазнање о Луизином правом стању можда је изазвало саосећање код канадског народа. Тако је било, један члан парламента написао је: „Осим посекотине у доњем делу уха, мислим да није учињена повреда вредна помена.“ Стога, када је Луиза отказала своје непосредне састанке, људи су мислили да се претвара да јој је лоше. Вест о несрећи пуштана је такође у Британији и у писмима кући узнемирене краљице Викторије.
Одиграла је главну улогу у развоју туристичке индустрије у настајању у колонији Бермуда, 770 миља југоисточно од Нове Шкотске. Године 1883, због свог крхког здравља, зиму је провела на Бермудима (стигавши 29. јануара 1883. из Чарлстона, Јужна Каролина), популаришући тренд богатих северноамериканаца да побегну у релативно благу климу Бермуда током зимских месеци. Њена посета је толико скренула пажњу на Бермуде да је по њој назван и палачни хотел који је отворен 1885. године, намењен да угости ове нове посетиоце; хотел Принцес изграђен је на обали луке Хамилтон, у парохији Пембрук.

### Повратак у Британију
По повратку у Британију 1883. године, Луиз се наставила занимати за Канаду. Током северозападне побуне 1885. послала је извесне медицинске потрепштине др. Бојда и велики фонд новца за дистрибуцију. Њена изричита упутства су била да се помоћ пријатељима и непријатељима мора пружати неселективно. Да би испунио њене жеље, Бојд је пратио милицијско особље под др Томасом Родиком до места Битке код Фиш Крика и Битке код Баточеа како би помогао у лечењу рањеника.
Године 1905. покрајина Алберта је добила име по принцези Луиза Каролина Алберта. У провинцији постоји језеро Луиза, а планина Алберта именована је у њену част.

## Викторијине последње године

### Породични конфликт
Луиза се вратила у Британију са супругом 27. октобра 1883. Краљица Викторија је припремила апартмане у палати Кенсингтон, а супружници су се званично настанили у апартману који је Луизин дом требао остати до краја живота.
Луиза је обновила јавне дужности у Британији, на пример, отворивши вртове Светог Ђорђа у Блумсберију 1. јула 1884. а Лорн своју политичку каријеру, неуспешно водећи кампању за место Хампстед 1885. Године 1896. освојио је место у Јужном Манчестеру, ушавши у парламент као либерал. Луиза, за разлику од Лорна и његовог оца, била је наклоњена ирском домобранству и била је разочарана када је од гладстонског либерализма прешао до либералних униониста. Односи између Луизе и Лорна били су затегнути и, упркос краљичиним покушајима да их одржи под једним кровом, често су ишли својим путем. Чак и када је пратио Луизу, на двору га нису увек примали с наклоношћу, а принц од Велса није му се обраћао. Од све краљевске породице, Лорн је једини била блиско идентификован са политичком странком, пошто је био гладстонски либерал у Доњем дому.
Луизин однос са две сестре најближе краљици, Беатрис и Хеленом, био је у најбољем случају затегнут. Беатрис се удала за високог и лепог принца Хенрија од Батенберга 1885. године и имали су четворо деце. Луиза, која је била љубоморна, навикла је да се према Беатриси односи са сажаљењем због сталне потребе краљице за њом. Беатрисин биограф, Метју Денисон, тврди да је Луиза, за разлику од Беатрис остала запањујуће доброг изгледа током четрдесетих. Луиза и њен супруг више нису били блиски, а гласине су се шириле о Лорновој наводној хомосексуалности. Тако је Беатрис уживала у задовољавајућој сексуалној вези са својим популарним супругом, а Луиза није. Луиз је принца Хенрија можда сматрала прикладнијим мужем за себе. Свакако, након смрти принца Хенрија 1896. године, Луиза је написала да је „он [Хенри] био готово највећи пријатељ које сам имала - и он ми недостаје више него што могу рећи“. Поред тога, Луиза је покушала да победи свог покојног девера изјавом да је она његова поверљива особа и да јој Беатрис, ништа не значи.

### Трачеви о Луизи
Даље су се шириле гласине да је Луиза имала аферу са Артуром Биџом, каснијим лордом Стамфордамом, краљичиним помоћником приватним секретаром. Беатрис је те гласине споменула краљичином лекару, назвавши то „скандалом“, а принц Хенри је тврдио да је видео Биџа како пије са Луизом за здравље за вечером. Луиза је демантовала гласину, тврдећи да су је Беатрис и Хелена покренуле како би поткопале њен положај на двору. Међутим, Хенријевом смрћу односи између сестара спорадично су се побољшали, а Луиза, а не краљица, била је прва која је стигла у Симије с удовицом Беатрис. Ипак, Луизина љубомора није у потпуности испарила. Џејмс Рид, краљичин лекар, написао је својој супрузи неколико година касније: "Луиза је као и обично много наклоњена својим сестрама. Надам се да неће дуго остати или ће учинити зло!"
Гласине о љубавним аферама нису окруживале само Биџа. Године 1890. године Џозеф Едгар Боем умро је у Луизином присуству у његовом атељеу у Лондону, што је довело до гласина да су њих двоје имали аферу. Боемов помоћник Алфред Гилберт, који је играо централну улогу у утешењу Луизе након Боемове смрти, и надгледао уништавање Боемових приватних новина, брзо је унапређен у краљевског вајара. Луиза је такође била романтично повезана са колегом Едвином Лутијенсом, пуковником Вилијамом Пробертом; и неименовани музички мајстор. Међутим, Џехејн Бејк, њен биограф, тврди да не постоје значајни докази који би указивали на то да је Луиза имала сексуалне везе са било ким осим са својим супругом.
Током последњих година Викторије, Луиза је обављала низ јавних послова, као што је отварање јавних зграда, постављање камена темељца и отварање посебних програма. Луиз је, попут своје најстарије сестре Викторије, била либералније настројена и подржавала је суфражисткиње и њихов покрет, потпуно супротно краљичиним ставовима. Луиза је приватно посетила Елизабет Гарет, прву Британку која се отворено квалификовала за лекара. Краљица Викторија је жалила због идеје да се жене придружују занимањима, посебно медицини, и описала је обуку лекара као „одбојну тему“.

### Неконвенционална краљевска фигура
Луиз је била одлучна да се на њу гледа као на обичну особу, а не као на чланицу Двора. Када је путовала у иностранство, често је користила псеудоним „госпођа Кемпбел“. Луиза је била позната по доброчинству према слугама. Једном јој је батлер пришао и затражио дозволу да отпусти другог лакаја који је касно устајао из кревета. Када је саветовала да лакај добије будилицу, батлер ју је обавестио да је већ има. Тада је отишла толико далеко да је предложила кревет који би га избацио у одређено време, али речено јој је да то није изводљиво. Коначно, сугерисала је да је можда болестан, а када је проверен, утврђено је да болује од туберкулозе. Лакај је због тога послат на Нови Зеланд да се опорави.
Другом приликом, када је посетила Бермуде, позвана је на пријем и одлучила је да шета, а не да је возе. Успут је ожеднела и зауставила се поред неке куће, где је замолила жену по имену госпођа Мекарти за чашу воде. Због недостатка воде, жена је морала да пређе одређену удаљеност да би је добила, али је била невољна јер је морала да доврши пеглање. Када је Луиза понудила да настави пеглање, жена је то одбила, додајући да јој се јако журило да заврши како би могла да оде и види принцезу Луизу. Схвативши да је нису препознали, Луиза је питала да ли ће је госпођа поново препознати. Кад је жена рекла да би тако мислила, али, додуше, била несигурна, Луиза је одговорила: „Па добро, погледај ме сада, па можеш бити сигурна да ћеш ме знати сутра у Сент Жоржу.“ Принцеза је уживала што је нису препознали.
Луиза и њене сестре имале су још једно неслагање након смрти краљичине блиске пријатељице Џејн Спенсер, баронице Чарчхил. Одлучна да своју мајку не претрпи више у беди, Луиза је желела да се вест преносе краљици постепено. Када то није учињено, Луиза је изразила оштре критике Хелени и Беатриси. Месец дана касније, 22. јануара 1901, краљица Викторија умрла је у дому Озборн на острву Вајт. У свом тестаменту, краљица је завештала Кент дом, на имању Озборн Луизи као сеоску резиденцију и дала Озборн вилу најмлађој Луизиној сестри Беатриси. Њих две су биле комшинице и у Кенсингтонској палати и у Озборну.

## Каснији живот
Након смрти краљице Викторије, Луиза је ушла у друштвени круг свог брата, новог краља Едварда VII, с којим је имала много заједничког, укључујући и пушење. Имала је опседнутост физичком спремношћу и ако би јој се због тога подсмевали, узвратила би рекавши: „Нема везе, надживећу вас све.“ У међувремену, Луизин супруг, 9. војвода од Аргајла, заузео своје место у Дому лордова. Колонијални секретар, Џозеф Чемберлен, понудио му је те године канцеларију генералног гувернера Аустралије, али је понуда одбијена. Луиза је наставила са вајартсвом а 1902. године дизајнирала је спомен на колонијалне војнике који су погинули у Бурском рату. Исте године започела је голу студију о ожењеној жени коју је предложио енглески сликар сер Вилијам Блејк Ричмонд.
Она је проводила већи део времена у Кент Хаусу и често је са мужем посећивала Шкотску. Финансијски притисци нису нестали када је Лорн постао војвода, а Луиза је избегавала да позове краља у Аргајлову прапостојбину, јер је пар штедео. Када је краљица Викторија посетила кућу пре него што је Лорн постао војвода од Аргајла, било је седамдесет слуга и седамдесет и четири пса. До тренутка приступања Едварда VII било је четири слуге и два пса.
Здравље војводе од Аргајла, наставило је да се погоршава. Постајао је све сенилнији и Луиза га је предано неговала од 1911. У тим годинама Луиза и њен супруг били су ближи него раније. У пролеће 1914. она је боравила у палати Кенсингтон, док је њен супруг остао на острву Вајт.
Развио је бронхијалне проблеме праћене двоструком упалом плућа. Она је позвана 28. априла 1914, а он је умро 2. маја. Након његове смрти, Луиза је имала слом живаца и патила је од интензивне усамљености, недуго затим написавши пријатељу: "Моја усамљеност без војводе је прилично ужасна. Питам се шта он сада ради!" 

### Последње године
Луиза је последње године провела у палати Кенсингтон, заузимајући собе поред своје сестре принцезе Беатрис. Појављивала се повремено у јавности са краљевском породицом. Међутим, њено здравље се погоршало. Године 1935. поздравила је свог нећака, краља Џорџа V и његову супругу, краљицу Марију, у градској кући Кенсингтон током њихових прослава Сребрног јубилеја, и проглашена је почасним слободњаком из општине Кенсингтон. Њен последњи јавни наступ догодио се 1937. године на Изложби домаћих уметности и индустрије. Између ових прилика, њен велики нећак, краљ Едвард VIII, абдицирао је 11. децембра 1936. У децембру 1936, Луиза је писала британском премијеру Стенлију Болдвину, саосећајући са њим о кризи.
Након приступања Едвардовог брата краља Џорџа VI, преболела је да би се кретала и била је затворена у Кенсингтонску палату, коју су принцеза Елизабета и принцеза Маргарета од миља звали "Палата тетка". Развила је неуритис у руци, упале живаца између ребара, несвестице и ишијас. Луиз се заокупила израдом молитава, од којих је једна послата Невилу Чемберлену, читајући „Води наше државне министре и све који су у нашој власти ...“

## Смрт
Луиза је умрла у Кенсингтонској палати ујутро 3. децембра 1939. у 91. години, носећи венчани вео који је носила скоро 70 година раније. После једноставне сахране, захваљујући рату, њени остаци су кремирани у крематоријуму Голдерс Грин 8. децембра. Њен пепео је постављен у Краљевску крипту у капели Светог Ђорђа 12. децембра, са много чланова породице Хановер и Аргајл. Њен пепео је премештен у Краљевско гробље, Фрогмор код Виндзора, 13. марта 1940. Она је тестаментом изјавила да би, ако умре у Шкотској, требало да буде сахрањена у маузолеју Кемпбел у Килмуну поред свог супруга; ако у Енглеској, у Фрогмору код њених родитеља. Њен ковчег сносило је осам подофицира њене пуковније. Њено имање процењено је на 239.260 фунти, 18 шилинга и шест пенија, а дугови укључују 15 шилинга за цигарете.

## Наслеђе
По Луизи су названа четири канадска пука.
Краљица Елизабета II се касније сетила да су Луиза и њена сестра Беатрис разговарале док не запање своју публику својим речима.
По њој је названа провинција Алберта у Канади. Иако је име „Луиза“ првобитно било планирано, принцеза је желела да ода почаст свом мртвом оцу, па је изабрано последње од њених имена. Језеро Луиза у Алберти такође је названо по њој, као и планина Алберта. Иако њено време у Канади није увек било срећно, свидело јој се и задржала блиске везе са својим канадским пуковима. Враћајући се кући, стекла је репутацију посећивања непланираних посета болницама, посебно током каснијих година. Њен однос са породицом углавном је био близак. Иако се понекад препирала са краљицом и њеним сестрама Хеленом и Беатрис, односи нису дуго остали затегнути. Задржала је доживотну преписку са својим братом, принцом Артуром, и била је једна од омиљених сестара краља Едварда VII. Од све своје браће и сестара, била је најближа принцу Леополду, каснијем војводи од Олбанија, и била је схрвана његовом смрћу 1884. године.
Међу млађим генерацијама породице, омиљени рођаци Луизе били су војвода и војвоткиња од Кента, њен унук и његова супруга. На крунисању краља Џорџа VI и краљице Елизабете 1937. године, Луиза је војвоткињи позајмила воз који је дизајнирала и носила за крунисање краља Едварда VII и краљице Александре 1902. године.
Ратна болница у Ерскинеу у Шкотској названа је по њој јер је била први покровитељ јединице. Првобитно се звала шкотска болница принцезе Луиз за морнаре и војника. Име се током година мењало у Ерскине болницу, а затим само Ерскин. Добротворна организација је близу стогодишњице и прерасла је у највећу установу бивше службе у земљи.